# 空圖
在圖論中，空圖可以代表無任何元素的圖（如空集合）、階數為0的圖（如K0）或雖有頂點但沒有任何邊的圖（如無邊圖）。

## 性質
若空圖包含了{\displaystyle n}個頂點，則其可以記為{\displaystyle N_{n}}。:329
空圖的大小（即邊的數量）恆為0，:45
然而空圖的階數（即頂點的數量）不一定為0。:44
階數為零的空圖又稱為零階圖，階數不為零的空圖（即有頂點存在的圖）又稱為無邊圖。

## 零階圖
在圖論中，零階圖（K0）是一種沒有任何頂點的圖，因此其階數為0，且不存在任何邊。零階圖是階數為零的正則圖，然而其不存在頂點，因此也無法探討其頂點的分支度，因此，部分研究不會將零階圖列如圖的探討範圍中。零階圖是否有效取決於其上下文對這種圖論結構的描述方式。就积极的一面而言，零階圖做為圖論定義下遵守良序原則的定義，即有序對(V,E)在V和E皆為空的情形，可用於證明其作為數學歸納法的自然基本情況；類似地，在遞歸定義的資料結構中，零階圖可用於定義遞歸基本情況，例如在二元樹的定義中，將空樹缺失邊的子樹視為零階圖，這樣就能確保這個二元樹中每個節點都有2個子樹。在消極的一面而言，若將零階圖視為正式的圖會成為許多明確的圖論屬性公式的例外，導致許多圖論公式需要針對零階圖定義例外情況。為了避免這種情況，一般圖論的「任意圖」術語，除非上下文有明確說明，否則應當不包含零階圖，即「任意圖」應代表「至少存在一個頂點的圖」。

## 無邊圖
在圖論中，無邊圖（Edgeless graph）是指沒有邊的圖。其可以有任意數量的頂點，然而每個頂點間皆無邊來做相連。n個頂點的無邊圖稱為n階無邊圖，一般用記為{\displaystyle {\overline {K}}_{n}}。在不允許零階圖（K0）的上下文中，無邊圖有時被稱為空圖。

## 空地區圖
在圖論中，空地區圖（null map）是指對應集合為空集的地區圖，有時用於證明不存在其他同態圖的方式。